# مبارز تای چی
مبارز تای چی (انگلیسی: Man of Tai Chi) یک فیلم رزمی است که در سال ۲۰۱۳ میلادی ساخته شده‌است و محصول مشترک کشورهای چین و آمریکاست به کارگردانی و بازی کیانو ریوز  که اولین تجربه کیانو ریوز در کارگردانی بوده‌است. گفته شده که این فیلم الهام گرفته شده از زندگی دوست کیانو ریوز تیگر چن بوده‌است.

## خلاصه داستان
مهارت‌های بی همتای یک مبارز جوان سبک تای چی، در دنیای مبارزه‌های زیرزمینی محک می‌خورد.